# Ветхий Завет
Ве́тхий Заве́т — первая, древнейшая из двух (наряду с Новым Заветом) частей христианской Библии, состоящая из книг Танаха (еврейского Священного Писания), а в православии и католицизме — также и из других еврейских религиозных книг. В Ветхий Завет во всех христианских конфессиях входят все книги Танаха, являющегося общим священным текстом иудаизма и христианства. Кроме того, в православии и католицизме в Ветхий Завет включаются дополнительные книги, в Русской православной церкви называемые «неканоническими», а в католицизме — «второканоническими». В протестантизме дополнительные книги в Ветхом Завете отсутствуют, и состав Ветхого Завета полностью соответствует составу книг Танаха.
Книги Танаха были написаны в период с XIII по II века до н. э. на древнееврейском языке, за исключением некоторых частей книг Даниила и Ездры, написанных на арамейском языке. Неканонические (или второканонические) книги написаны в последние четыре века до н. э., отчасти на древнееврейском, отчасти на древнегреческом языках. В дальнейшем, в период с III по I века до н. э., книги, написанные на древнееврейском, были переведены на древнегреческий язык. Эти книги вошли в Септуагинту и использовались ранними христианами при формировании Ветхого Завета и сыграли важную роль в становлении христианского канона.
С христианской точки зрения Ветхий Завет является памятником первого из трёх Божиих откровений, представляющим собой подготовительное открытие Богом Самого Себя и Своей воли людям.

## Происхождение термина
Термин «Ветхий Завет» является калькой c др.-греч. Παλαιὰ Διαθήκη на старославянский (ст.‑слав. ветъхъ — «старый», «древний»). Древнегреческое слово παλαιὰ означает буквально «прежний, тот что был раньше», а διαθήκη означает «завещание», «соглашение», «договор» или «завет». Этим словом создатели Септуагинты передавали древнееврейское ברית (читается «брит» — «договор, соглашение»).
В библейском мире «завет» (ивр. ברית‎) был широко распространённым типом взаимоотношений, и выражался в торжественном соглашении сторон, сопровождаемом произнесением клятв. Завет, заключённый между людьми, часто означал взаимный договор о сотрудничестве или о мире. Такой завет мог быть договором между частными лицами (Быт. 31:44; 1 Цар. 18:3), соглашением между царём и частным лицом (Быт. 21:27; 2 Цар. 3:12) или договором между царями или государствами (2 Цар. 5:1—3; 3 Цар. 15:19). Другой тип завета означал торжественное обещание одностороннего характера, своего рода «присягу», при которой одна из сторон обязывалась выполнять определённые действия (4 Цар. 23:3). Особым видом являлся завет, заключаемый между Богом и человеком. Такой завет имеет сходство с договором о предоставлении прав правителем своим подданным, широко распространённым на Ближнем Востоке (Быт. 9:1—17).
Впервые термин «Ветхий Завет» (др.-греч. Παλαιὰ Διαθήκη) появляется в 2Кор. 3:14, где он связывается с Моисеевым Законом, записанным в Пятикнижии, и возможно, автор традиционно понимает его как обязательства, наложенные Богом на народ Израилев (ср. Евр. 9:1). В аллегории о Сарре и Агари (Гал. 4:25) апостол Павел противопоставляет Синайский Завет — новому завету для Израиля, который уже не является наложенным обязательством, но основан на живых взаимоотношениях между Богом и человеком.
В отношении книг иудейского Священного Писания и христианских произведений термины «Ветхий Завет» (Παλαιὰ Διαθήκη) и «Новый Завет» (Καινή Διαθήκη) появились впервые во II веке н. э. в работах раннехристианских писателей (Мелитон Сардийский, Ориген).
Мелитон брату Онисиму привет. По усердию к нашей вере ты часто просил меня сделать тебе выборки из Закона и пророков, относящиеся к Спасителю и ко всей нашей вере; ты хотел в точности узнать число ветхозаветных книг и порядок, в каком они расположены. Я постарался выполнить твоё желание, зная твою ревность к вере и любознательность к её учению; ты считаешь это самым важным, любя Бога и трудясь для вечного спасения. Я отправился на Восток и дошёл до тех мест, где Писание было проповедано и исполнено, в точности разузнал о ветхозаветных книгах и послал тебе их список. Вот их названия: пять книг Моисеевых — Бытие, Исход, Левит, Числа, Второзаконие; Иисус Навин, Судьи, Руфь, четыре книги Царств; две Паралипоменон, Псалмы Давида, Притчи Соломоновы, или книга Премудрости, Екклезиаст, Песнь песней, Иов; пророки: Исаия, Иеремия и двенадцать в одной книге, Даниил, Иезекииль, Ездра. Из них я и сделал выборки, разделив их на шесть книг.
Согласно христианской традиции, разделение Священного Писания на Новый и Ветхий Заветы основано на стихах из Книги пророка Иеремии (Иер. 31:31):
Вот наступают дни, говорит Господь, когда Я заключу с домом Израиля и с домом Иуды новый завет.

## Содержание Ветхого Завета (Танах)

### Пятикнижие(Тора)
От создания мира и человека до прихода евреев в Моав. В этой книге описаны: грехопадение, изгнание из рая Адама и Евы, Всемирный потоп и Ноев ковчег, жизнь Авраама, Исаака и Иакова. Иосиф в Египте. Разделение Израиля на колена.

### Пророки (Невиим)
От завоевания Ханаана до разделения Израиля на два царства.
События: расселение колен Израилевых, основание царства. Правление Давида и превращение Иерусалима в столицу Израиля. Правление Соломона и строительство Первого Храма. Разделение Израиля на два царства.

### Писания (Ктувим)
От разделения царств до восстановления Второго Храма.
Вавилонское пленение, разрушение Первого Храма. Постройка Второго Храма Зоровавелем после падения Вавилона. События книги Эсфирь в правление царя Артаксеркса. Пророки Даниил, Ездра, Неемия.

## Авторство
Книги Ветхого Завета были написаны несколькими десятками авторов на протяжении многих веков. Большинство книг имели, согласно традиции, своих авторов, которые и были указаны в названии книги. Некоторые современные исследователи придерживаются мнения о том, что большинство книг Ветхого Завета были написаны анонимными авторами.

## Канон Ветхого Завета

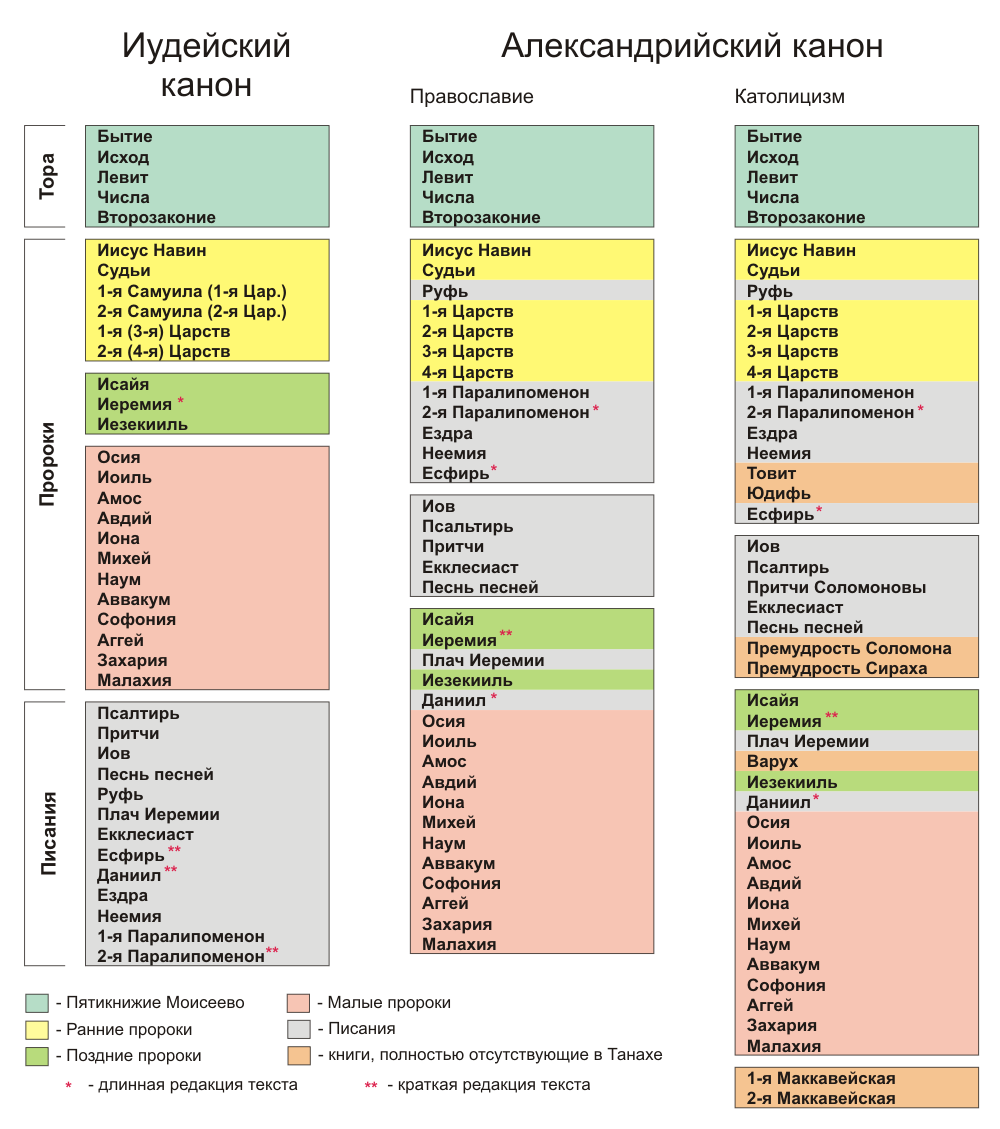
Иудейский и Александрийский каноны